# Szabó Attila (rendező)
Szabó Attila (Budapest, 1935. január 5. – Budapest, 1998. november 17.) televíziós rendező.

## Munkássága
1960-tól ügyelőként és asszisztensként, majd 1964-től adásrendezőként dolgozott a Magyar Televízióban. 1986-tól vezetőrendező, majd főrendező lett.
1967-ben készítette el Dugasz Matyi birodalma című bábjátékfilmjét, ahol sok meglepő technikai újítást alkalmazott. A híres esti mese bábsorozatokat eleinte asszisztensként, majd rendezőként készítette rendkívül igényesen (Mi újság a Futrinka utcában?, Mazsola, Csupafül). Kiugró sikert aratott a Zsebtévé című sorozat megtervezésével és rendezésével: az élőszereplő, a báb és a televíziós technika adta varázslatok kombinálásával sajátos, abban az időben újszerű mesenyelvet hozott létre. Öveges professzor kísérletei és a Vitéz László és a többiek c. Kemény Henrik művészetét megörökítő sorozat esetében pedig a teljes alázat, a bemutatásra kerülő személyiség középpontba helyezése, a televíziós alkotó folyamat elrejtése volt a megfelelő eszköze.  Évekig rendezte a Fabula című irodalmi sorozatot, Varga Balázs műsorvezető és Kremsier Edit szerkesztő  társaságában, és az ő nevéhez fűződik Csukás István: Le a cipővel! című vidám, nyári történetének filmváltozata is. Fő műve: Süsü, a sárkány című bábmusical (op.: Abonyi Antal, báb és jelmeztervező: Lévai Sándor, dramaturg: Takács Vera, gyártásvezető: Petrucz Miklós, majd Singer Dezső). Az első részt 1976-ban mutatta be az MTV. A siker titka a bábmozgatás igényessége, a látvány csodája, a pontos aprólékos kidolgozás – a 26 ország által megvásárolt sorozat a kesztyűs báb műfaját a csúcsra juttatta. Lévai Sándorral közösen kidolgoztak egy olyan díszletrendszert, ahol a szereplők és a kamera könnyedén tud mozogni. Így az addig statikus egy irányból fényképezett bábfilmek megmozdultak és minden irányból körbejárhatóan jelentek meg, ezzel is fokozva az illúziót. A filmszerű beállítások, a plánok "élőszerű" használata egyaránt hozzájárult, hogy a néző nem a megszokott bábfeldolgozást látta, hanem valami olyan élményt kapott, ahol teljesen elfelejtheti hogy nem élő filmet, hanem bábot lát. Kiemelkedő  a szintén Kremsier Edittel közösen készített Fotográfia sorozat, Korniss Péter fotóművész közreműködésével.
Ezeken kívül is számos nagy sikerű gyermek- és ifjúsági műsor, sorozat fűződik a nevéhez (Csettints!, Szervusz, Szergej!, Kicsi és Nagy, Miért nem dalol az uborka?, Játsszunk bábszínházat!).
Munkáit 12 nívódíjjal és számos fesztiváldíjjal ismerték el.

## Díjai
- Ifjúságért Érdemérem (1980)
- Kisködmön-díj (1980)
- Balázs Béla-díj (1986)

## Filmjei
- Dugasz Matyi birodalma – bábjáték – (1967)
- Zsebtévé – sorozat – (1965-1969)
- Csupafül – 26 rész (1967-1970)
- Öveges professzor – Legkedvesebb kísérleteim – 9 rész (1968)
- Fabula – I-XXV. (1968-1978)
- Vitéz László és a többiek – I-V. (1972)
- A vásári bábjátékos – (1972)
- Süsü, a sárkány kalandjai – I-IX. (1974-1984)
- Le a cipővel! – I-II. (1975)
- Futrinka utca – I-XIII. (1979)
- Csettints
- Szervusz, Szergej!
- Telefénykép (1982 )
- Fotográfia – I-VI. (1984)
- Miért nem dalol az uborka? – (1987)
- Játsszunk bábszínházat – I-XIII. (1989)
- Vitéz László vándorútján – I-XII. (1995)
- Kicsi és Nagy – I-VIII. (1996-1998)